# Daisy Jugadai Napaltjarri
Daisy Jugadai Napaltjarri est une peintre australienne, locutrice de Pintupi.

## Biographie

### Enfance et formation
Daisy Jugadai est née en 1955 à Haasts Bluff, et est la fille de Narputta Nangala et Timmy Jugadai. Elle peint au Centre d'art et de femmes d'Ikuntji depuis ses débuts en 1992.

### Carrière
En 1993, une peinture de Jugadai a été exposée et achetée à l'Araluen Annual Art Award. Son travail a également été présenté au National Aboriginal Art Award en 1993 et a été acheté par la Galerie nationale d'Australie.

### Mort
Elle est décédée en 2008.